# På bunden
|  | Denne artikel er oprettet af botten PalnaBot ud fra en ekstern database. Den kan derfor have sproglige fejl eller mangler. Denne skabelon kan fjernes efter kontrol af indholdet. |

På bunden er en kortfilm instrueret af Emily Larsen efter manuskript af Jakob Bæk Kristensen og Morten Hammershøy.

## Handling
Nikoline skal snart være mor. Hun har selv gennemlevet en traumatisk og isoleret opvækst og har længe holdt på en mørk hemmelighed omkring sin fars død. En sen nat bliver hun forfulgt af en mystisk og truende mand, der siger, han har planer for hende og hendes kommende baby.